# Бютейдях (Мегино-Кангаласский улус)
Бютейдя́х (якут. Бүтэйдээх) — село в Мегино-Кангаласском улусе Якутии России. Административный центр и единственный населённый пункт Бютейдяхского наслега.

## География
Село находится в центре региона на Центрально-Якутской равнине, в зоне тайги, в подзоне среднетаёжных лесов, на левом берегу реки Суола, на расстоянии 84 км (по прямой) к юго-востоку от посёлка городского типа Нижний Бестях, административного центра улуса.

### Климат
В населённом пункте, как и во всем районе, климат резко континентальный, с продолжительным зимним и коротким летним периодами. Зимой погода ясная, с низкими температурами. Устойчивые холода зимой формируются под действием Сибирского антициклона. Средняя температура января −41…-42 °С, июля +17…+18 °С. Осадков выпадает 200—255 мм в год.

## История
Основано в 1975 году.
Согласно Закону Республики Саха (Якутия) от 30 ноября 2004 года N 173-З N 353-III село возглавило образованное муниципальное образование Бютейдяхский наслег.

## Население
| 2002 | 2010 | 2012 | 2013 | 2014 | 2015 | 2016 | 2017 | 2018 | 2019 | 2020 |
| ---- | ---- | ---- | ---- | ---- | ---- | ---- | ---- | ---- | ---- | ---- |
| 871  | ↘703 | ↘692 | ↘688 | ↘686 | ↘684 | ↗686 | ↗694 | ↘667 | →667 | ↗671 |
| 2021 |      |      |      |      |      |      |      |      |      |      |
| ↘662 |      |      |      |      |      |      |      |      |      |      |

### Национальный состав
Согласно результатам переписи 2002 года, в национальной структуре населения якуты составляли 98 % из 871 чел.

## Улицы
| - ул. Анисимова, - ул. Байкалова, - ул. Брызгалова, - ул. В. Попова, - ул. Гаражная, | - ул. Заречная, - ул. Колхозная, - ул. Лесная, - ул. Молодёжная, - ул. Новая, | - ул. Озёрная, - ул. П.Н. Попова, - ул. Партизанская, - ул. Попова В.М, - ул. Северная, | - ул. Советская, - ул. Совхозная, - ул. Сосновая, - ул. Степанова, - ул. Таёжная. |

## Экономика
Развито мясное скотоводство.

## Инфраструктура
В селе действуют средняя общеобразовательная школа, дом культуры, учреждения здравоохранения и торговли.

## Транспорт
Через село проходит автодорога федерального значения «Абалах».